# ダリエン計画
ダリエン計画（英: Darien scheme、ダリエン・スキーム）は、1690年代末に行われた、スコットランド王国の投資家による失敗に終わった植民計画である。現パナマ共和国グナ・ヤラ（グナ族自治区）にニューカレドニア（New Caledonia、「新スコットランド」の意）植民地を建設し、バルボアと同様にパナマ地峡を陸路で横断して大西洋のダリエン湾から太平洋へと通じる交易路の開拓を目論んだ。
二度にわたって定住が試みられたものの、80％を超える移住者が1年以内に死亡、植民地は放棄された 。このような悲惨な結果となったのには様々な原因があった。計画と準備の不十分さ、リーダーシップの分裂、貿易品の需要の欠如、イングランドによる貿易封鎖、熱帯病の壊滅的な流行、スコットランドによる植民を快く思わないイングランド東インド会社とイングランド政府との連携、スペイン帝国の軍事的反撃への見透しの甘さ、などが対抗勢力の主張からも示唆されている。最終的に、1700年3月にスペイン軍によって陸海から包囲され降伏、植民地は放棄されるに至った。また、1698年には遠征隊が「蟹島」（Crab Isle、現プエルトリコ・ビエケス島）を占領するも、この島も短期間で放棄されている。
この事業を進めたスコットランド会社は、スコットランドで流通する資金の約20％を投入していたため、その失敗はスコットランド低地地方全体の財政破綻を招くことになり、合同法（1707年に成立）に対する抵抗運動を弱める大きな要因となった。

## 前史
17世紀後半は、ヨーロッパの他の多くの地域と同様に、スコットランドにとって苦難の時代であった。 1695年から97年にかけて、現在のエストニア、フィンランド、ラトビア、ノルウェー、スウェーデンにかけての地域で大飢饉が発生、フランスと北イタリアでも推定200万人の死者が出た。 1690年代は過去750年間の中でスコットランドが最も寒い10年であったことが年輪からも明らかになっている 。
スコットランドは隣国・イングランドとの間に同君連合を組んではいたが、政治的な統一は未だなされていなかった。イングランドと比して経済規模も小さく、輸出の範囲も限られているスコットランドの立場は弱く、欧州における経済的競争が激化する時代の中、スコットランドはイングランドとの競争や法制度の影響から自国を守ることは困難であった。造船などかつてスコットランドで発展していた産業は大幅に衰退し、スコットランドで需要があった商品はスターリング・ポンドでイングランドから購入せざるをえなかった。さらに、航海条例によってスコットランドの海運が制限されたことによってイングランドへの経済的依存は一層進んだ。スコットランド海軍もイングランドと比べて弱小であった。北半球を襲った異常な寒波は多くの国に影響を及ぼしたが、スコットランドは政治的に孤立していたこともあり、全人口の10〜15％を失うという輪をかけて大きな被害に見舞われることとなった。 また、三王国戦争とも称される1639年から51年にかけてのピューリタン革命を含む一連の内戦や、1670年から1690年にかけての宗教的対立に関した混乱といった国内の対立による消耗も激しかった。 1690年代のいわゆる"七凶年（seven ill years）"は、悪化を続けるスコットランドの経済的地位によって引き起こされたものでもあった。これに対し、イングランドとの政治的統一や関税同盟の締結を求める声もあがったが、スコットランド人の間でより強まった感情は、むしろスコットランドがイングランドのような商業大国・植民地大国になるべきであるというものであった 。
これに応じて、スコットランド議会によっていくつかの解決策が制定された。1695年にはスコットランド銀行が設立され、1696年の教育法（学校設立法、Act for the Settling of Schools）はスコットランド全土に小教区に基づいた公教育制度を作り出した。そして、「アフリカとインド」との貿易のための公募発行によって調達した資金でもってスコットランド会社（en:Company of Scotland）が1695年に設立された。

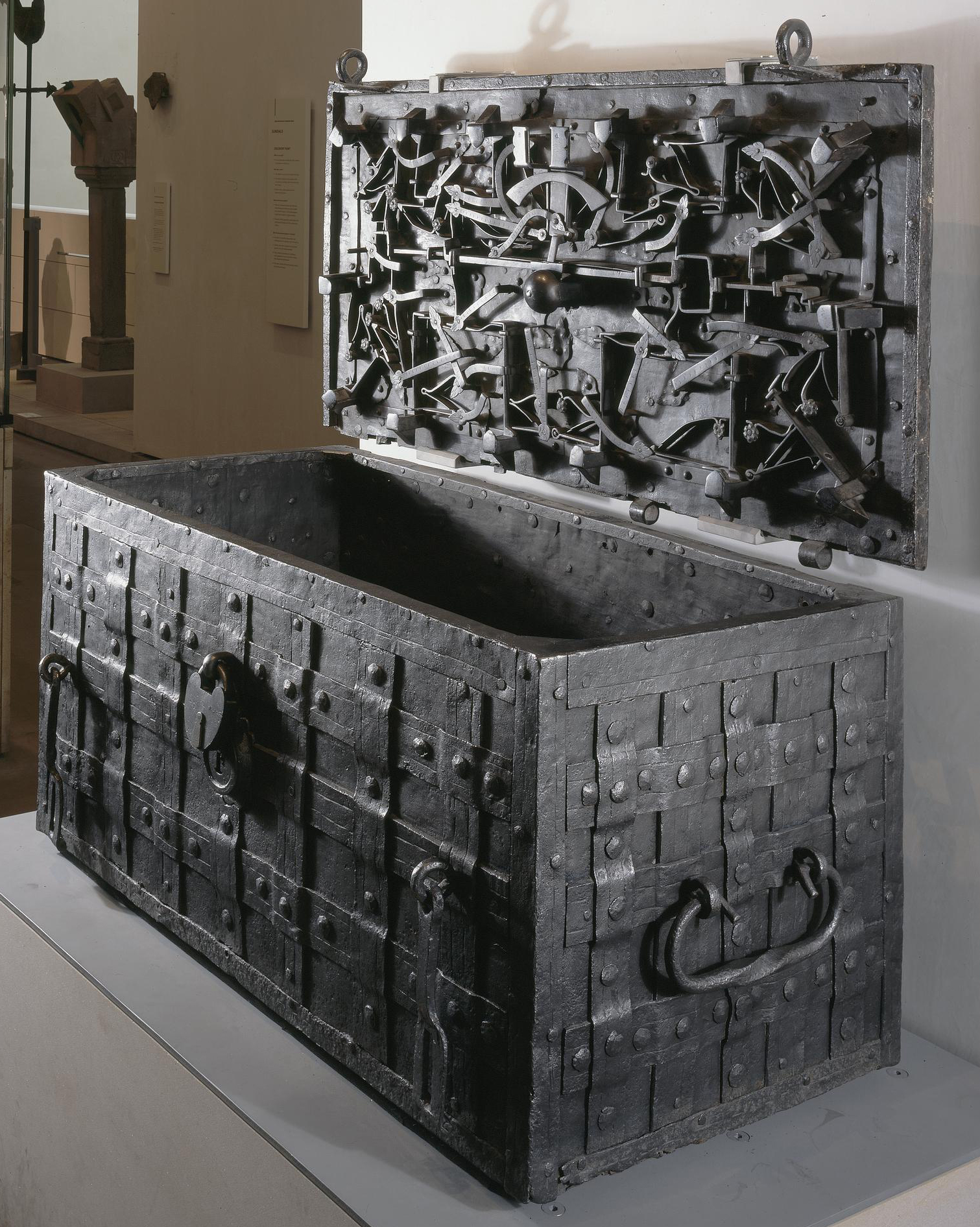
スコットランド会社に関する資金と文書の保管に使用された金庫

スコットランド会社のアムステルダム、ハンブルク、ロンドンでの資金調達は、イングランドの商業的な利害に基づく反対に直面した。また、スコットランド王ウィリアム2世（イングランド王ウィリアム3世）としては、スコットランドの植民地を得ようとする試み全般の支援にあまり熱心でなかった。これは当時イングランドはフランスと大同盟戦争を戦っており、ヌエバ・グラナダとして中南米を版図としていた同盟国スペインとの対立は望んでいなかったためであった。
この計画に対してイングランドが反対した理由の1つは、当時は重商主義の経済理論が普及していたことも理由として挙げられる。現代の資本主義の経済学では一般的に絶えず成長する市場を想定しているが、重商主義はそれを静的であると見なしており、自国の市場シェアを増やすには、他国からそれを奪う必要があると考えられていた。すなわち、ダリエン計画は単なる競争ではなく、イングランド商人に対する積極的な脅迫の意味合いがあったのである。
また、イングランドはロンドンに本拠を置く東インド会社からの圧力にさらされていた。東インド会社はイングランドの対外交易の独占維持を強く求めており、そのため、イングランドとオランダの投資家はこの計画から撤退せざるをえなかった。続いて、東インド会社は、スコットランド人がイングランドの領域外で資金を調達する権限を国王から持っていなかったという理由で法的措置をとると脅し、スコットランド会社の発起人にハンブルクの投資家に対して寄付を払い戻すことを義務付けた。これにより、この計画のスコットランド国外の資金源は失われることになった。
しかし、エディンバラに戻ると、スコットランド会社は数週間で40万スターリング・ポンド（今日の約6600万ポンドに相当）の調達に成功した。スコットランドの富の約5分の1にも当たる額が、社会のあらゆる階層から集まった 。スコットランドにとって、それは莫大な資本であった。
スコットランド生まれの商人・金融家のウィリアム・パターソン（William Paterson）は、パナマ地峡の植民地を大西洋と太平洋の間の玄関口として使用する計画を長い間推進していた。パターソンは、ロンドンで会社を立ち上げるのに尽力した。彼は欧州諸国に対して自身の計画に興味を持たせることには失敗したが、スコットランド会社に対するイングランドの反応の余波で、彼のアイディアについての発言の機会を得ることができた。
こうして、西インド諸島やアフリカといった実入りの良い貿易地域に入り込むことで東インド会社のシェアを奪うというスコットランドの当初の目的は忘れられ、非常に野心的なダリエン計画が会社によって採用されることになった。しかしその後、部下が会社から資金を横領したことでパターソンは失脚、パターソンの株は取り戻され、取締役会から追放された。これ以降、彼は実質的な影響力はほとんど失うことになった。

## 1度目の遠征（1698）
ダリエン計画に熱心に参加した者の多くは、他に雇用のあてがほとんどなかった元将校や兵士であった。彼らの多くは軍隊での仕事に精通していた。例を挙げるとグレンコーの虐殺へ関与したことで悪名高いトマス・ドラモンド（Thomas Drummond）なども参加者の一人であった。こうした元軍人たちは見方によっては一種の派閥のようにも映り、他の参加者に疑念を抱かせる原因となった。議会が設立されるまで植民地を統治することになっていた最初の評議会（1698年7月設立）の構成員は、エイケットのジェームズ・カニンガム少佐（Major James Cunningham of Eickett）、ダニエル・マッカイ（Daniel Mackay）、ジェームズ・モンゴメリー（James Montgomerie）、ウィリアム・ヴェッチ（William Vetch）、ロバート・ジョリー（Robert Jolly）、ロバート・ピンカートン（Robert Pinkerton）、遠征艦隊の提督であるロバート・ペネクイク艦長（Captain Robert Pennecuik）という顔ぶれであった。
1698年7月、セント・アンドリュー（Saint Andrew）号、カレドニア（Caledonia）号、ユニコーン（Unicorn）号、ドルフィン（Dolphin）号、エンデバー（Endeavour）号の5隻からなる船団は、イングランドの軍艦により発見されるのを避けるため、スコットランド東岸のリース（Leith）から出帆した。甲板の下にいる人々にとって、スコットランド周遊航海は非常に厳しいものであり、入植者の中にはそれがダリエンでの体験の中でも最悪の部分に匹敵すると考える者もいた。彼らの命令は「ダリエン湾へと進行し、黄金島と称される島を作る……ダリエンの大河の河口の風下より数リーグ……そしてそこに植民地の本拠地を作る（to proceed to the Bay of Darien, and make the Isle called the Golden Island ... some few leagues to the leeward of the mouth of the great River of Darien ... and there make a settlement on the mainland）」というものであった。艦隊はマデイラ諸島と西インド諸島に寄港し、蟹島を占領した。なお、この島は植民地の崩壊後にデンマーク人に引き継がれることになる。艦隊は11月2日にダリエン沖に到着した。
入植者たちはその新天地を「カレドニア（Caledonia）」と命名し、次のように宣言した。「我々はここに植民し、神の名のもとに定住する。我々の先祖に敬意を表し記憶に残すため、名高き母国の名、カレドニアとこれよりこの地を呼ぶ。そして我々とその継承者たちとその仲間たちを、カレドニア人の名で呼ぶ（we do here settle and in the name of God establish ourselves; and in honour and for the memory of that most ancient and renowned name of our Mother Country, we do, and will from henceforward call this country by the name of Caledonia; and ourselves, successors, and associates, by the name of Caledonians）」と。ドラモンドの監督の下、カレドニア湾の一方の港と外海とを隔てている湾の港の片側を海から隔てていた地峡部分に水路が掘られ、セント・アンドリュー砦（Fort St Andrew）が建設された。その砦は50門の大砲を備えていたが、真水の水源はなかった 。山上には監視所が築かれ、要塞化は完成したかに見えた。だが、天然の良港であるように思われた港には、後になって、出港しようとする船を簡単に難破させる可能性のある潮汐があることが明らかになった。銀の輸送に使用される航路の近くに位置する植民地は、スペイン帝国に対する潜在的な脅威であった。この計画の実現可能性はしばしば、特にスコットランドのような資源の限られた国にとっては、疑わしいものであったと見なされることがあるが、近代の研究者の中には、イングランドの支援を受けられていれば成功の見込みは十分にあったと考える者もいる 。
選ばれた場所は太平洋からわずか80kmであったが、その距離はほとんど人を寄せ付けない80kmであった。

### ニューエディンバラ

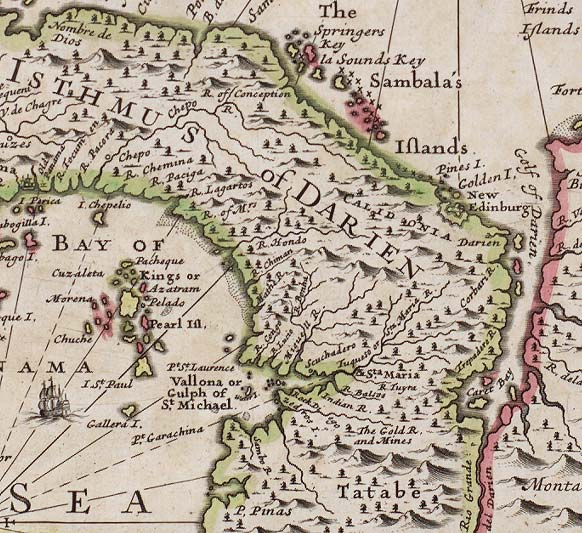
『アメリカのダリエン地峡、パナマ湾、ヴァローナあるいはセント・マイケル入江と隣接する島々や地域の新地図（A New Map of the Isthmus of Darien in America, The Bay of Panama, The Gulph of Vallona or St. Michael, with its Islands and Countries Adjacent）』ダリエン地峡について記述した手紙の一部（1699年、エディンバラ）。右上の方にはNew Edinburghという記載がある。

砦の近くで、入植者たちは主要な集落であるニューエディンバラ（現：パナマ共和国グナ・ヤラ県プエルト・イナバギニャ（Puerto Inabaginya）。2011年まではプエルト・エスコセス（Puerto Escocés、「スコットランド人の港」の意）と呼ばれていた）の建設を開始し、ヤム芋とトウモロコシの栽培のために土地を開拓した。遠征隊が故郷に送った手紙では、すべてが計画通りに進んでいるというかのように誤解させるような印象を与えた。特定の楽観的な言い回しが繰り返し使われ続けたので、おそらく示し合わせた上でのものと考えられる。しかしそれだけに、スコットランドの人々は来たる惨事への備えが全くできずにいた。
農業は困難であることが判明した。スペインと敵対している先住民すらも、入植者たちが提供する櫛やその他の装身具などとの交易は望んでいなかった。最も深刻であったのは、近くを通過する商人はほとんど湾内には入ってこないにもかかわらず、彼らに商品を売ることがほぼ完全に失敗したことであった。翌年の夏の始まりとともに、マラリアと発熱により多くの死者が出た。最終的に、死亡率は1日10人の入植者にまで上昇した。先住民は果物とプランテンを贈ってくれたが、これらは主に船に残っていた指導者と船員たちによって着服された。入植者たちが得られた唯一の幸運は大海亀の狩猟であったが、そのような激しい仕事に適した男性はますます少なくなっていった。食料の貯蔵法が不適切であったため多くの食料が腐敗し、状況はさらに悪化した。同時期に、スコットランド国王ウィリアム2世（イングランド王ウィリアム3世、オランダ総督ウィレム3世）は、スペイン帝国の怒りを買わないよう、アメリカ大陸のオランダとイングランドの植民地にスコットランド人の入植地に対し補給を行わないように指示した。植民地の評議会が入植者たちに与えられた唯一の報酬はアルコールであり、植民者たちは酩酊状態が一般的になった。だが、それは赤痢、発熱、腐敗して虫が湧いた食物によってすでに衰弱していた人々の死を早めることになった。
1699年7月、わずか8か月で植民地は放棄されることになった。唯一、衰弱しきって動くことすらできない6名だけが植民地に残された。船内でも死者は出続け、1200人の入植者のうち生き残ったのは300人だけであった。絶望的な状態で植民地を出港した船は、ジャマイカのポート・ロイヤル市に寄港した。だが、スペインと敵対することを恐れたイングランド政府の命令により、支援は拒否された。一隻の船で帰国した人々は、自分たちは故郷の恥辱と見なされており、家族からも縁を切られていることを知ることになる。ウィリアム・パターソンとドラモンド兄弟を含む250人の生存者を乗せたカレドニア号は、8月10日にニューヨーク（当時はまだ5000人に満たない小都市であった）へなんとかたどり着き上陸した。4日後、ジョン・アンダーソン（John Anderson）艦長が指揮するユニコーン号もニューヨーク港に足を踏み入れた。グラスゴーの商人であるヒュー・モンゴメリー（Hugh Montgomerie）への手紙の中で、ロバート・ドラモンドは、病気と死亡率が入植者の生き残りを苦しめ続けていると報告した。オリーブ・ブランチ（Olive Branch）号とホープフル・ビギニング（Hopeful Beginning）号の2隻の船がすでに廃墟となった植民地に補給するために出航したとスコットランド人から告げられたとき、トマス・ドラモンドはダリエンでの彼らの努力を支援するようその2隻のスループ船に委託した。

## 補給（1699）
1699年8月、300人の入植者を乗せたオリーブ・ブランチ号とホープフル・ビギニング号がダリエンに到着したが、そこで目にしたものは廃墟と化した小屋と400の草むした墓であった。にぎやかな町を期待していた船長たちは、今後の行動について話し合った。オリーブ・ブランチ号が失火で失われると、生存者はホープフル・ビギニング号でジャマイカのポートロイヤル港に逃れた。だが、スコットランド人は上陸を許可されず、混雑した船に病気が襲った。
9月20日、トマス・E・ドラモンドはニューヨークからスループ船アン・オブ・カレドニア（Ann of Caledonia）号で出航、途中で補給船ソサエティ（Society）号とも合流した。彼らがダリエンに到着して目にしたものは、海岸で腐敗しているオリーブ・ブランチ号の焦げた木材であった。

## 2回目の遠征（1699）

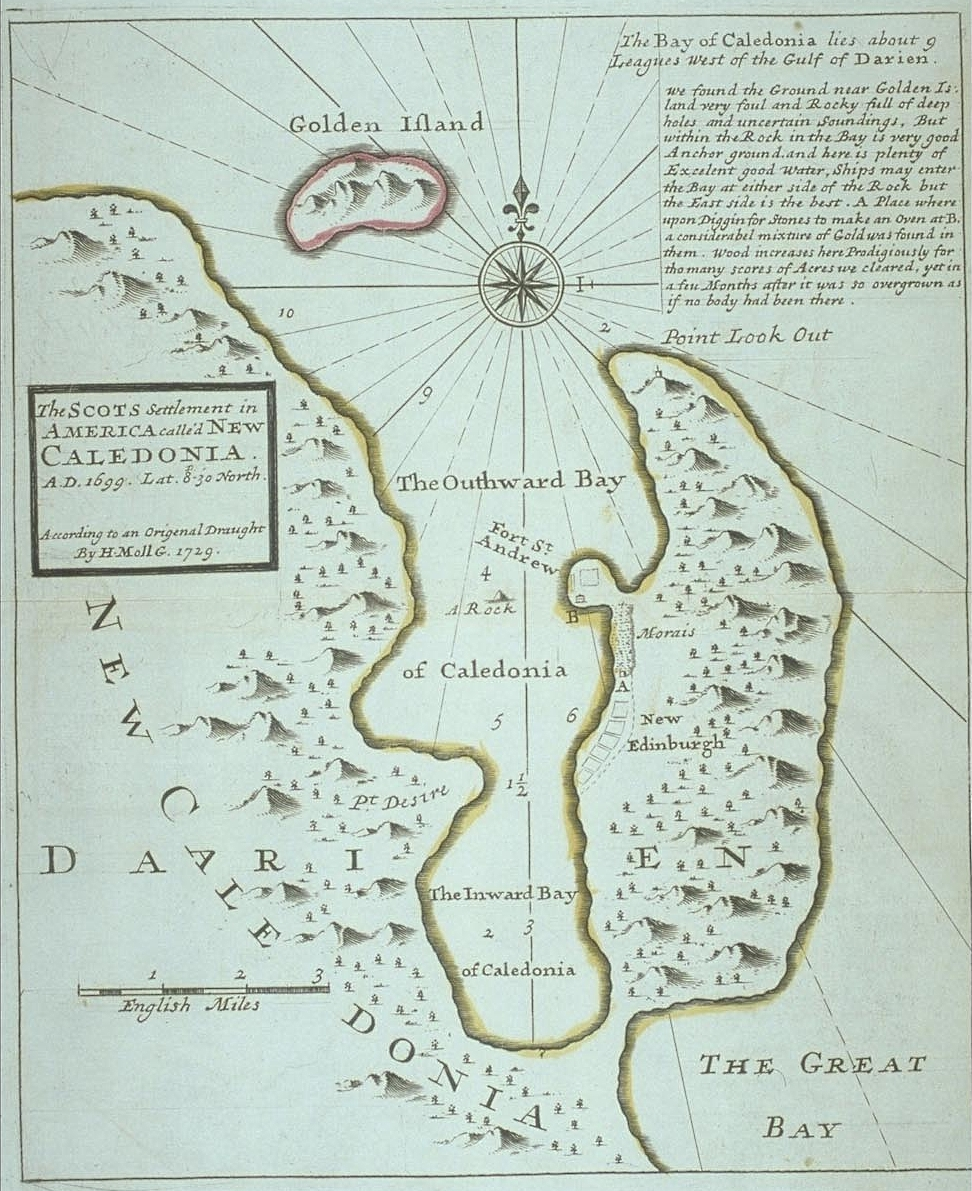
ダリエン湾の西にあるカレドニア入江。ニューエディンバラは右側の地峡にある。

最初の遠征の言葉は、1000人以上の人々がスコットランドから2回目の遠征に出発するのに間に合わなかった。
38門の大砲を備えた会社の新たなる旗艦ライジング・サン（Rising Sun）号は、デューク・オブ・ハミルトン（Duke of Hamilton）号、ホープ・オブ・ボーネス（Hope of Bo'ness）号、小型船ホープ（Hope）号からなる船団を従え、スコットランドの西岸のクライド（Clyde）川から出航した。これにより、前回使用した危険なスコットランド周遊航路を省略することができた。
遠征隊は、同行する4人の牧師の最上位者に任じられたアレクサンダー・シールズ（en:Alexander Shields）からスコットランド教会の祝福を受けた。
1699年11月30日、第2の遠征隊はカレドニア湾に到着し、トマス・ドラモンドのニューヨークから来たスループ船がすでにそこにいるのを発見した。小屋を再建するために上陸した者もいたが、自分たちは植民地に参加するために来たのであって建設するために来たのではないと不満を漏らす者もいた。
士気は低く、進展はなかなかはかどらなかった。ドラモンドは、議論している余地はなく、間近に迫っているスペインの攻撃に備えて砦を再建せねばならないと主張した。
ドラモンドは商人のジェームズ・バイレス（James Byres）と衝突した。バイレスは、最初の遠征の相談役たちはすでにその地位を失っており、ドラモンドは逮捕されるべきだと主張した。当初は好戦的だったバイレスは、攻撃的な心を持っている、あるいはドラモンドに忠実だと疑われるすべての人を追放し始めた。彼は、武力でスペインに抵抗するのは違法であり、すべての戦争が非キリスト教的だと主張したため、教会の牧師も憤慨させた。その後、バイレスはスループ船で植民地を去っていった。
防備を固めるためにスコットランド会社から送りこまれたフォナブのアレクサンダー・キャンベル（Alexander Campbell of Fonab）が到着するまで、植民者たちは気力を失っていた。彼は植民者たちに欠けていた断固たるリーダーシップで、1700年1月、スペイン人をトゥーバカンチ（Toubacanti）の防御柵から追い出すことによって主導権を握った。しかし、フォナブは無謀な正面攻撃で負傷、熱病で指導力を失った。
一方、スペイン軍もまた熱病で深刻な損害を被りながらも、セント・アンドリュー砦に接近し、1か月間包囲を続けた。この時点では、依然として最大の死因は病死であった。スペインの司令官は、スコットランド人に対し、最後の攻撃の前に降伏しなければ容赦はしないと警告した。 
交渉の後、スコットランド人は銃を持って退去することを許され、植民地は放棄された。 2回目の遠征でスコットランドに戻れたのはほんの一握りであった。合計2500人の入植者のうち、生き残ったのはわずか数百人であった 。

## 反応
この植民計画の失敗は、ほとんどすべての家が影響を受けていたスコットランド低地地方全体で多大な不満を引き起こした。イングランドの責任を問う者もあれば、この計画を実現するために可能な支援がまだあるはずだ、支援すべきであると信じる者もいた。会社は国王に植民地への権利を認めるよう請願した。しかし、国王は会社がそのような巨額の損失を被ったことには哀れみを示しつつも、ダリエンを取り戻すことはスペインとの戦争を意味するとして訴えを退けた。この問題に関する継続的で無意味な議論は、人々の感情をさらに悪化させることになる。スコットランドの全資本の15〜40％がこの計画に投資されたと推計されている。
そうした資本の一部をより一般的な投機によって取り戻そうと、同社はスピーディ・リターン（Speedy Return）号とコンチネント（Continent）号の2隻の船に交易品を乗せ、クライド川からギニア沿岸へと派遣した。スピーディ・リターン号の船長はロバート・ドラモンド（Robert Drummond）であり、その兄弟である第2回遠征で大きな役割を果たしたトマス・ドラモンドは補給船の船荷監督人であった。しかし、ドラモンド兄弟は、会社の取締役が意図したように商品と金との取引を行うのではなく、マダガスカルで売られていた奴隷との交易を行っていた。その島を隠れ家としていた海賊（buccaneers）と付き合っている内に、ドラモンド兄弟は海賊ジョン・ボーエン（John Bowen）から、帰航中のインディアマン船を襲撃するための船を貸してくれたら戦利品を分けると取引を持ちかけた。
ドラモンドは約束を撤回したが、ドラモンドが上陸している間だけ、ボーエンに船を任せた。だがボーエンは、役に立たないと判断したコンチネント号をマラバール海岸で燃やし、スピーディ・リターン号も乗組員を自分が乗っていた商船に移乗させた後に自沈させてしまった。ドラモンド兄弟は、預かっていた船を失ったことを説明せねばならなくなったので、どうやらスコットランドに戻らないことを決めたらしく、以後彼らの消息は聞かれなくなった。
会社は別の船を送ったが、その船も行方不明になった。これ以上自前で補給船を用意する余裕がなくなったため、同社はロンドンのアナンデール（Annandale）号を借りて香辛料諸島との交易を行うことになった。しかし、東インド会社が認可に違反しているという理由で船は押収されてしまう。執拗にイングランドを攻撃した会社の主事ロデリック・マッケンジー（Roderick MacKenzie）の扇動もあり、この事件はスコットランドで大きな騒ぎとなった。国の無策への怒りが3人の無実のイングランド人船員へ向かい、彼らがスケープゴートとして絞首刑に処せられることになったのである。

## 絞首刑
1704年7月、イングランドの商船・ウースター（Worcester）号の25歳の船長トマス・グリーン（Thomas Green）がリース（Leith）に到着した。マッケンジーは、この船が東インド会社の船であり、アナンデール号の報復として拿捕されるべきであると独り合点した。彼は法的権限を取得することに成功し、21時に命令を受けたグリーンは、彼の船の貨物が押収され、次の3か月で帆、砲、舵が取り外されるのを見守ることになった。
12月、乗組員が海賊行為で逮捕されたことにスコットランドの多くの人々は喜んだが、マッケンジーの告発を裏付ける証拠がないことはすぐにダリエン社の取締役たちの知るところとなり、彼らは釈放されるかに見えた。しかし、マッケンジーは突然、グリーンがスピーディ・リターン号を拿捕し、ドラモンド兄弟を殺害し、その船に火を放ったことを酒席で自慢していたことがウースター号の乗組員から確認されたと主張し始めた。グリーンと、彼の船員であるジョン・マッデン（John Madden）とジェームズ・シンプソン（James Simpson）は、エディンバラで裁判にかけられることになった。マッケンジーは、グリーンの船員を含む数名の証人を用意した。だが、彼らの発言は互いに矛盾しており、日付、場所、当時の様子などを正確に説明することは誰もできていなかった。中世ラテン語とドーリス方言で行われた検察側の陳述は、陪審員には理解できず、被告人にとっても同様であった。弁護人の異議申し立ては裁判所の役人によって却下され、裁判後に彼らは逃亡した。有罪判決を下すことに抵抗した陪審員もいたが、結局被告人は有罪となり絞首刑の判決が下った。
アン女王はエディンバラの30人の枢密顧問官に対し、彼らの赦免を勧告したが、庶民は刑の執行を要求した。 19人の顧問官は、船員たちの処刑を要求してエディンバラに押し寄せる暴徒の大群の怒りを恐れ、処刑の延期に関する評議を口実を作って欠席した。グリーンと彼の船員がスピーディ・リターン号の事件に関して何ら関知も関与もしていないことを証言した同船の乗組員2人の宣誓供述書をロンドンから受け取っていたにもかかわらず、残りの評議員は彼らの赦免を拒否した。
グリーン、マッデン、シンプソンは処刑の前に群衆からの嘲笑と侮辱にさらされた。グリーンは、自分が無実だとして恩赦を受けることを完全に信じていた。死刑執行人が彼の頭にフードを被せるまで、エディンバラからの使者が来る道の方を見続けていた。彼ら以外のグリーンの船員たちは密かに赦免され釈放された。

## 失敗の結果
ダリエン計画の失敗は、1707年の合同法が成立する契機の1つとなった。この議論によれば、スコットランドの支配者層（土地持ちの貴族と上流商人）は、自身が列強国の一員となれる可能性が最も高いのは、イングランドの国際交易の利潤と海外領土の成長を共有することであり、その将来のためにもイングランドとの合同が必要であると考えた。その上、スコットランドの貴族はダリエンの大失敗によってほとんど破産状態にあった。
スコットランド貴族の中には、スコットランド国債を消却し通貨を安定させるようにウェストミンスターに請願した者もいた。前者の要求は叶わなかったが、後者の要求は受け容れられ、スコットランドのシリング（Scottish shilling）にはイングランドのペニーに対する固定の相場が与えられた。また、スコットランドの個々人の財務上の利益にも関わっていた。ダリエン計画に多額の投資をしていたスコットランドのコミッショナーは、損失の補償を受けると信じていた。 1707年の合同法第15条で、英国の国家債務に対する将来の負債を相殺するために、スコットランドに対し398,085ポンド10シリングを付与した。これは2020年の金額で約1億ポンドに相当する。

## 大衆文化における影響

### 小説
- The Rising Sun（2000）ダグラス・ガルブレイス（Douglas Galbraith）の小説。ライジング・サン号の貨物船長による日記という形式で描かれた、ダリエンの悲劇を描く。
- Siphonophore（2021）ジェイミー・バッチャン（Jaimie Batchan）の小説。入植地の生存者がスコットランドに戻った際に取り残されたダリエン計画の入植者の説明から始まる。 [34]

### 舞台劇
- Caledonia（2010）アリスター・ビートン（Alistair Beaton）による戯曲。17世紀末のスコットランド王立銀行とスコットランドの植民地への野心を風刺した。
- Darien, a commonplace book of Murdo Macfarlane（2019）リチャード・ロブ（Richard Robb)によるミュージカル。ムルド・マクファーレンという一入植者の目を通してダリエン地峡へ植民しようとするスコットランドの試みを描く。Bell Baxter高校によって発表された。

### 音楽
- Dreams of Darien（2011）ポール・マッケナ・バンド（The Paul McKenna Band)の楽曲。ダリエン計画で起こった出来事とスコットランドでの反応を歌ったスコットランドのフォークソング。[35] [36]
- The Darien Venture　2008年から2013年にかけて活動していたスコットランドのグラスゴー出身のマスポップバンド。[37]
- Darien（1986）マンチェスターを拠点とするフォークシンガーソングライター、スタンリー・アクリントン（Stanley Accrington）の楽曲。彼のCD「Semi Final Second Leg」に収録。

### ゲーム
- Darien Apocalypse（2018）英国のRagnar Brothersのユーロ・スタイルのボードゲーム。プレイヤーたちが時に協力、時に競争しながらダリエンの商業植民地の開発取引コロニーの開発を行う。[38]

### インスタレーション作品
- Astro-Darien（2021）Kode9とLawrenceLekによる視聴覚インスタレーション。ダリエン計画、宇宙開発競争、シミュレーションゲームからインスピレーションを得た。 2021年にロンドンのCorsica Studiosにて展示。[39]

## 関連文献
- Devine, Tom (2003), Scotland's Empire 1600–1815, London: Allen Lane, ISBN 0-7139-9498-3
- Edwards, Nat (2007), Caledonia's Last Stand: In Search of the Lost Scots of Darien, Edinburgh: Luath Press, ISBN 978-1-905222-84-1
- Fry, Michael (2001), The Scottish Empire, Edinburgh: Birlinn, ISBN 1-86232-185-X
- Galbraith, Douglas (2001), The Rising Sun, New York: en:Atlantic Monthly Press, ISBN 0-87113-781-X (fictionalisation)
- Orr, Julie (2018), Scotland, Darien and the Atlantic World, 1698 - 1700, Edinburgh University Press, ISBN 978-1-4744-2754-8
- Storrs, Christopher (1999). “Disaster at Darien (1698–1700)? The Persistence of Spanish Imperial Power on the Eve of the Demise of the Spanish Habsburgs”. European History Quarterly 29 (1):  5–38. doi:10.1177/026569149902900101.
- Howell, Thomas Bayly (1816) (英語). A Complete Collection of State Trials and Proceedings for High Treason and Other Crimes and Misdemeanors from the Earliest Period to the Year 1783: 1700-08 (Vol.14 ed.). London: T. C. Hansard for Longman, Hurst, Rees, Orme, and Brown. pp. 1199–1326 2021年10月17日閲覧。